# D. W. Schmitt
D. W. Schmitt (* 1960) ist ein deutscher Autor von Science-Fiction.
Schmitt gab gemeinsam mit Armin Rößler die Science-Fiction-Anthologien des Wurdack-Verlags heraus, bevor er sich ab 2011 dem Schreiben seiner eigenen Romane widmete. Er arbeitete aber weiterhin als Lektor und Korrektor in der Science-Fiction-Reihe.

## Werke

### Die Perlamith-Tetralogie
- Der Graue Berg, Wurdack, 2011, ISBN 978-3-938065-76-1
- Das Geflecht, Wurdack, 2012, ISBN 978-3-938065-77-8
- Lichtstrand, Wurdack, 2013, ISBN 978-3-938065-86-0
- Die Silberbrigade, Wurdack, 2013, ISBN 978-3-95556-004-1